# Salman Isa
Salman Isa Ghuloom (arabe : سلمان عيسى) (né le 12 juillet 1977 à Bahreïn) est un footballeur international bahreïnien, qui évolue au poste de défenseur latéral.

## Biographie

### Carrière en sélection
Avec l'équipe de Bahreïn, il dispute 144 matchs (pour 21 buts inscrits) entre 2001 et 2012. Il figure notamment dans le groupe des sélectionnés lors des Coupe d'Asie des nations de 2004 et de 2011.